# Hermann Walter Gotthold Frenzel
Hermann Walter Gotthold Frenzel (Berlino, 16 maggio 1895 – Gottinga, 3 dicembre 1967) è stato un medico e docente tedesco, decano dell'università Georg-August di Gottinga.